# Jehan (cràter)
Jehan és un petit cràter d'impacte situat en la cara visible de la Lluna, a l'entorn del cràter Euler i al nord-oest del cràter Natasha. Els seus veïns més propers són els cràters Ango i Rosa al sud-oest; el propi Natasha en el sud-est, i el cràter Akis en el sud. En el nord-oest del cràter es troba els Mons Vinogradov; en el nord-est la Rima Euler; i al sud la Rima Wan-Yu i la Catena Pierre.
El cràter té forma de copa circular amb una vora afilada. L'eix de la vora sobre el terreny circumdant té una altura d'uns 180 metres.
La seva designació fa referència a un nom originalment no oficial aparegut a la pàgina 39C2/S1 de la sèrie de plànols del Lunar Topophotomap de la NASA. Va ser adoptada per la UAI el 1976. Amb anterioritat era denominat Euler K.